# Bred 2 Die Born 2 Live
Bred 2 Die Born 2 Live é um álbum de estúdio do rapper Lil Scrappy. É o primeiro de sua carreira, sendo que The King of Crunk & BME Recordings Present: Trillville & Lil Scrappy, lançado em 2004, é uma coletânea musical. O álbum foi lançado oficialmente em 5 de dezembro de 2006.
| Críticas profissionais                                                      | Críticas profissionais |
| Avaliações da crítica                                                       | Avaliações da crítica  |
| Fonte                                                                       | Avaliação              |
| --------------------------------------------------------------------------- | ---------------------- |
| Allmusic                                                                    | [ 1 ]                  |
| Esta tabela precisa de ser acompanhada por texto em prosa. Consulte o guia. |                        |

## Lista de músicas
| #  | Música                             | Produtor(es)            | Aparições especial(is)                    | Tempo |
| -- | ---------------------------------- | ----------------------- | ----------------------------------------- | ----- |
| 1  | "I'm Back"                         | Lil' Jon                |                                           | 2:57  |
| 2  | "Touching Everything"              | Jazze Pha               | Yung Joc                                  | 4:46  |
| 3  | "Young and Famous"                 |                         | Stayfresh                                 | 1:12  |
| 4  | "Money in the Bank"                | Isaac "Ike Dirty" Hayes | Young Buck                                | 3:52  |
| 5  | "Been a Boss"                      | Lil' Jon                | Young Dro, Bohagon & Young Jeezy (sample) | 4:51  |
| 6  | "Gangsta, Gangsta"                 | Lil' Jon                | Lil' Jon                                  | 4:21  |
| 7  | "Posted In The Club"               | DJ Paul & Juicy J       | Three 6 Mafia                             | 3:49  |
| 8  | "Anutha Country Story"             |                         | Bohagon & Playboy Tre                     | 1:24  |
| 9  | "Livin' In The Projects"           | J.R. Rotem              | 2Pac (sample)                             | 4:14  |
| 10 | "Born to Live"                     | Lil' Jon                |                                           | 5:02  |
| 11 | "Pussy Poppin' "                   | Bangladesh              | Lloyd                                     | 3:49  |
| 12 | "Get Right"                        | Don Cannon              | Yo Gotti & Lil Chris                      | 3:58  |
| 13 | "Baby Daddy"                       | Sha Money XL            |                                           | 4:38  |
| 14 | "The Situation"                    |                         | Nook                                      | 1:51  |
| 15 | "Police"                           | Lil' Jon                |                                           | 4:31  |
| 16 | "Like Me"                          | Drumma Boy              |                                           | 3:58  |
| 17 | "G-Shit"                           | Kadis & Sean            | Olivia                                    | 2:38  |
| 18 | "Nigga, What's Up"                 | Jake One                | 50 Cent                                   | 3:16  |
| 19 | "Lord Have Mercy"                  | Eminem                  |                                           | 3:48  |
| 20 | "Oh Yeah (Work)" (faixa bônus)     | Lil' Jon                | Sean P de YoungBloodZ & E-40              | 4:36  |
| 21 | "Shake It" (faixa bônus de iTunes) | J.R. Rotem              |                                           | 2:45  |